# Museu de Menorca
El Museu de Menorca és una institució pública dedicada a la recerca i la difusió dins l'àmbit de la Prehistòria i la Història de Menorca.

## Ubicació i contingut
El Museu està ubicat a l'avinguda del Doctor Guàrdia, s/n, a Maó.
El fons del Museu està format per peces provinents de les col·leccions de l'anterior museu i d'excavacions arqueològiques realitzades durant els últims anys, així com de dipòsits i donacions de particulars i de diverses entitats.
L'exposició permanent del museu va ser totalment reformada durant els anys 2017-2018, reobrint-se al públic el juliol del 2018. Actualment, el museu ofereix també exposicions temporals en la seva planta baixa.
El Museu de Menorca és el centre de referència en la difusió del patrimoni i del paisatge cultural de Menorca i ha impulsat una important tasca d'investigació, centrada sobretot en la prehistòria de l'illa. Els resultats d'aquestes investigacions, centrades en l'estudi del període talaiòtic a Menorca, s'han publicat en algunes revistes científiques d'abast internacional.

## Història
El primer precedent de l'actual Museu de Menorca és el Museo Municipal de Mahón que va ser inaugurat el 4 de novembre de 1889, a l'antic edifici del Principal de Guàrdia, davant l'Ajuntament mateix. El seu promotor va ser Joan Seguí Rodríguez i els seus fons inicials es van formar amb donacions de particulars. Les primeres peces, fragments de sepultures romanes trobades a Maó, les va donar Pere Monjo i Monjo, el conservador del centre.

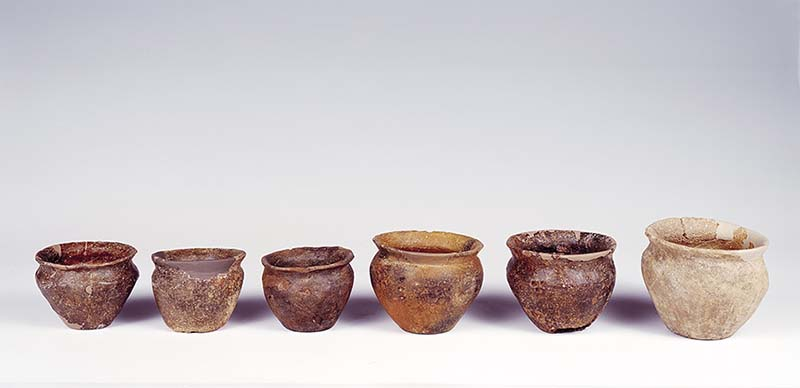
Col·lecció de ceràmiques

Després de la mort del fundador del Museu l'any 1890, l'Ajuntament va oferir la conservació de la col·lecció al claustre de professors de l'Institut. I Francesc Hernández Sanz, professor de l'Institut i conservador del Museu des de 1898, s'encarregà de consolidar la col·lecció.
El 1906 els seus fons van passar al Museu de l'Ateneu de Maó, fins al 1944, en què es van integrar al recentment fundat Museo Provincial de Bellas Artes, organitzat per Félix Merino i Maria Lluïsa Serra Belabre. L'Ajuntament de Maó va cedir el palau de Can Mercadal, seu de la Casa de Cultura i avui biblioteca pública, on es va ubicar el nou Museu el novembre de 1948. A més dels béns que va aportar l'Ateneu de Maó, també s'hi van sumar els de la Comissaria d'Excavacions, la Subcomissió de Monuments i altres procedents de col·leccions privades, de manera que la col·lecció es va incrementar considerablement. Des del 1953 fins al 1967, sota la direcció de M. Lluïsa Serra, es va augmentar el fons del Museu amb l'adquisició d'obres d'art i donacions de pintors menorquins i es va efectuar un destacat treball de documentació i difusió. Durant aquest període el Museu també va acollir el material arqueològic de les excavacions importants que es realitzaven a l'illa com la Naveta des Tudons, les Navetes de Rafal Rubí, el poblat de Talatí de Dalt, la Basílica des Fornàs de Torelló, i la Basílica de l'illa del Rei, entre d'altres.

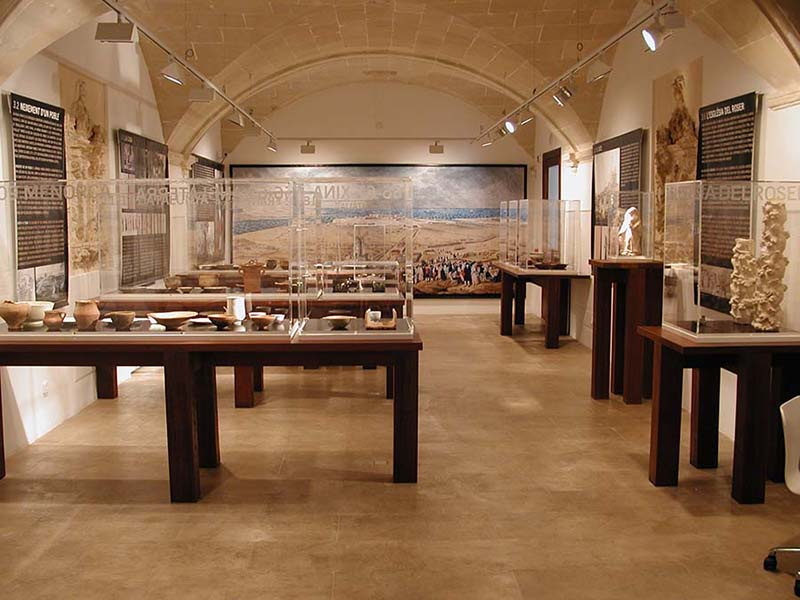
Sala dedicada a la història de Menorca

L'any 1975, amb el nom de Museu de Menorca, s'integra a la xarxa del Patronato Nacional de Museos. Però l'edifici amenaça ruïna, de manera que es tanca al públic. Cinc anys després, el 1980, s'accepta la donació a l'Estat d'un immoble de l'Ajuntament de Maó, l'antic convent dels franciscans, com a seu definitiva del Museu i es comencen les obres de rehabilitació de l'edifici.
El 1984 se'n va traspassar la gestió al Govern Balear. I el 1986 una part de l'edifici rehabilitat comença a funcionar. La restauració del claustre de Sant Francesc va dotar de nous béns que van ingressar al Museu: ceràmica dels segles xvii i xviii i rajoles policromades dels segles xviii i xix.
Les sales temporals es van obrir al públic l'any 1995 i tres anys després, les sales permanents, quedant inaugurada la nova seu del Museu de Menorca.
El fons del Museu s'ha anat incrementant a través de les nombroses excavacions arqueològiques que han desenvolupat a l'illa equips d'arqueòlegs menorquins i altres vinculats a la Universitat de les Illes Balears, la Universitat de Boston o la Universitat de Sassari. També es van recuperar les peces que l'arqueòloga britànica Margaret Murray havia trobat als anys trenta del segle xx durant les seves excavacions a Trepucó i al poblat talaiòtic de Sa Torreta i que es trobaven a Cambridge.
Les donacions i dipòsits de material etnològic, artístic i industrial iniciades a partir dels anys noranta i durant la primera dècada del segle xxi, tant per particulars com per diverses entitats, també han estat imprescindibles per completar la col·lecció.
Des del 2007 fins a l'actualitat un equip d'arqueòlegs del Museu, realitza treballs d'excavació i restauració a Cornia Nou, un poblat talaiòtic situat a prop de Maó.
El Consell Insular de Menorca gestiona el Museu des del setembre de 2011. La institució ofereix un fons digitalitzat Arxivat 2016-03-11 a Wayback Machine. on es pot consultar una part dels béns de la col·lecció.

## L'edifici

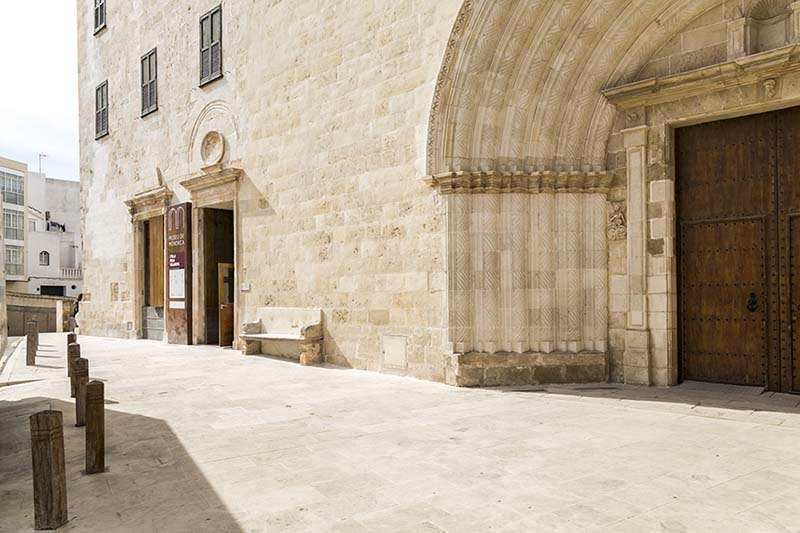
L'edifici va ser construït entre els segles i

L'actual seu del Museu de Menorca és l'antic convent franciscà de Jesús, que formava part de l'Església de Sant Francesc, situada al costat. Els seus orígens daten del segle xv; però, d'aquesta època, no en queden vestigis arquitectònics, ja que a conseqüència d'un atac turc a la ciutat, l'edifici va ser destrossat l'any 1535.
L'edifici que ens ha arribat va ser construït entre els segles xvii i xviii, amb reformes a començament del xix.

A la planta baixa del convent s'hi trobava la porteria, la sala capitular, la cuina, el rebost, el celler i el refectori i les escoles de gramàtica i filosofia. Les cel·les dels frares i altres dependències se situaven a les plantes superiors.

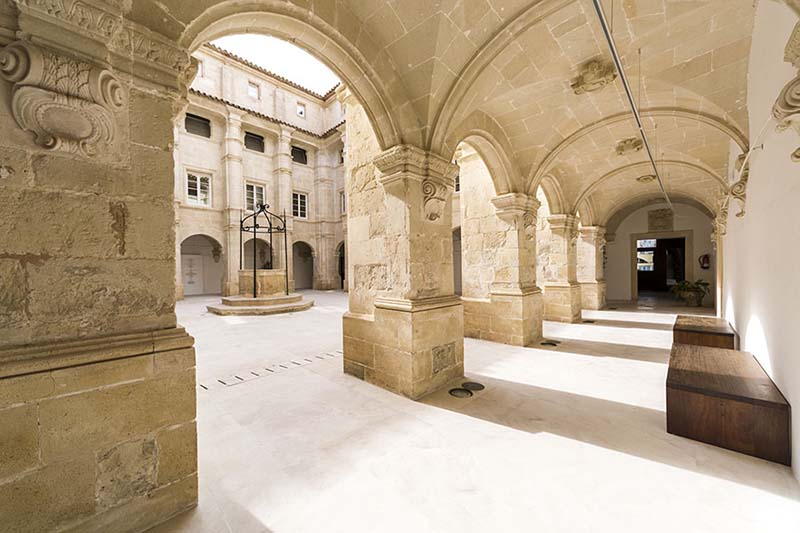
Claustre del Museu

Els franciscans van haver de deixar el convent el 1835, amb la desamortització eclesiàstica de Juan Álvarez Mendizábal. L'immoble va passar a disposició municipal i, abans de convertir-se en la seu del Museu, va ser ocupat per diverses entitats que li van donar diferents usos educatius i culturals: va ser Casa de la Misericòrdia, Escola Nàutica, Biblioteca Pública i Institut de Batxillerat.
L'edifici del Museu s'organitza en tres pisos que envolten el claustre barroc de planta quadrada, amb arcs de cos baix, i una ala que sobresurt a l'àrea meridional. Combina la superposició d'ordres clàssics amb elements del barroc. Les sales d'exposicions temporals i la sala d'actes ocupen la planta baixa, al voltant del claustre, i al primer i segon pis s'hi troben les exposicions permanents.

## Investigació
El Museu de Menorca proporciona un marc de referència per a l'estudi de la prehistòria, la història i la cultura de Menorca amb un fons format per uns 200.000 objectes. El Museu ofereix un espai destinat als investigadors Arxivat 2016-03-11 a Wayback Machine. que desitgin consultar aquest fons.
També disposa d'una biblioteca oberta al públic que té un important fons de llibres i documents especialitzats en art i arqueologia, així com una àmplia col·lecció de llibres, revistes, catàlegs i manuals especialitzats dedicats a diferents aspectes de la història, etnologia, geografia i cultura de Menorca. La major part dels llibres arqueològics tenen un grau tan alt d'especialització i especificació que no es poden consultar a altres biblioteques de l'illa.
Periòdicament el Museu edita publicacions científiques principalment de caràcter arqueològic, guies de les col·leccions del fons del Museu, catàlegs de les exposicions temporals i publicacions del servei educatiu que ofereixen l'oportunitat de conèixer la història de Menorca i els seus elements més característics.

## Visites i activitats
El Museu ofereix quatre tipus de visites: guiades, familiars, per grups i escolars.
- Guiades

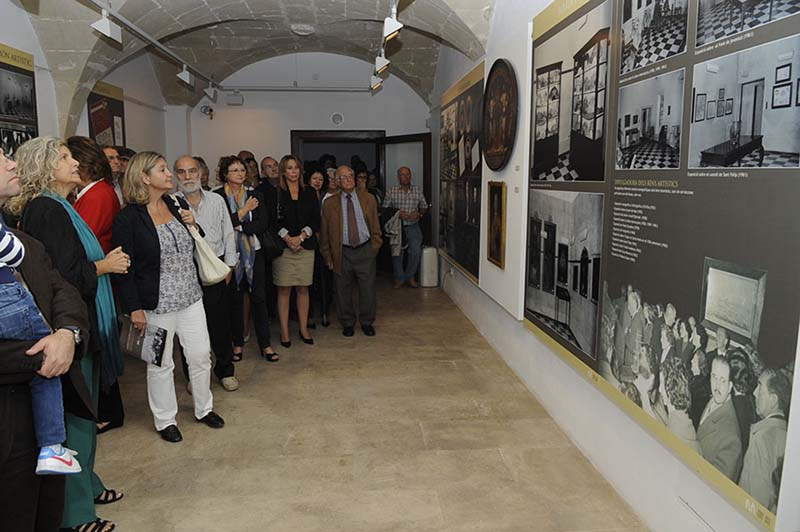
Visites guiades al Museu de Menorca

Estan obertes a tots els públics i es preparen en funció dels interessos del sol·licitant. Inclouen les sales d'exposicions temporals i el jaciment prehistòric de Cornia Nou.
- Familiars

Les famílies poden visitar el Museu de forma lliure, seguint els suggeriments que proposa el personal o sol·licitant un recorregut guiat.
- Grups

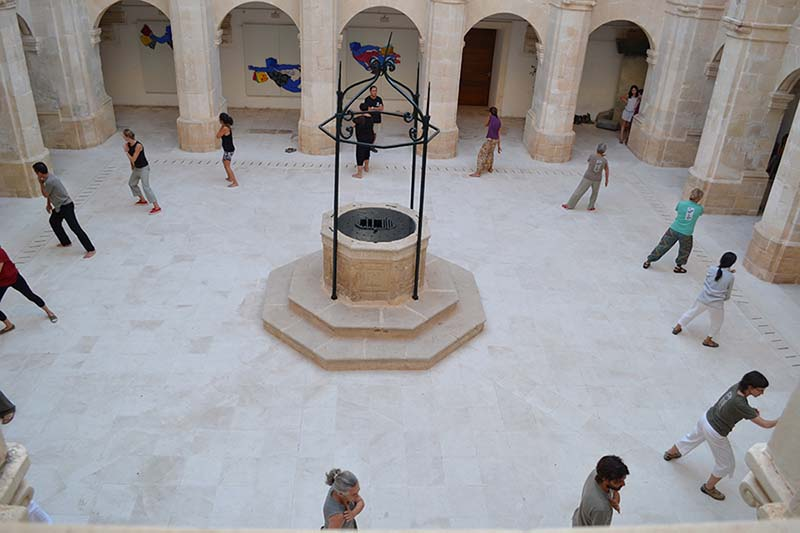
Activitats al Museu de Menorca

El Museu dissenya una visita a mida per cada grup, ja sigui per lliure o guiada, en funció dels interessos i del temps dels visitants.
- Escolars

El Museu prepara itineraris especials per una o més etapes de la història de Menorca, adequats a les peticions de cada docent.
Al Museu de Menorca s'organitzen diverses activitats dirigides a diferents tipus de públic: tallers infantils, gimcanes familiars, una nit al museu per als joves, visites guiades especialitzades en un tema, xerrades i presentacions de peces.